# Ava Lange
Ava Lange (Blackduck, Minnesota) es una actriz y modelo estadounidense. Conocida por su rol interpretando a la enfermera Lucy en la serie de televisión, Chicago Med.

## Biografía
Nacida en Minnesota, a los 18 años se mudó a Los Ángeles para iniciar su carrera de actriz y modelo. Ha participado como actriz invitada en los dramas televisivos Law & Order: Special Victims Unit, Chicago Fire, entre otros. También ha modelado para las revistas Maxim, GQ y en dos ocasiones para 138 Water.

## Filmografía

### Películas
| Año  | Título                    | Papel         | Notas        |
| ---- | ------------------------- | ------------- | ------------ |
| 2008 | The Heirloom Incident     | Kari          |              |
| 2009 | Health Freaks             | Brenda        |              |
| 2010 | Unholy Reunion            | Rebecca Davis |              |
| 2011 | I'm So Happy for You      | Ella misma    | Cortometraje |
| 2013 | Rockstar vs. the Reporter | Reportera     |              |
| 2013 | Aritistic Discrepencies   | Ella misma    | Cortometraje |
| 2013 | Broken Leaves             | Annie         |              |

### Televisión
| Año         | Título                            | Papel             | Notas                                      |
| ----------- | --------------------------------- | ----------------- | ------------------------------------------ |
| 2011        | In the Flow with Affion Crockett  |                   | Episodio: "Pass the Torch"                 |
| 2013        | Wedding Band                      |                   | Episodio: "99 Problems"                    |
| 2016 / 2020 | Law & Order: Special Victims Unit | Ashley B.         | 2 episodios                                |
| 2018        | Law & Order: Special Victims Unit | Moira             | Episodio: "The Undiscovered Country"       |
| 2018        | Chicago Fire                      | Asistente de mago | Episodio: "Thirty Percent Sleight of Hand" |
| 2019 - 2020 | Chicago Med                       | Enfermera Lucy    | 3 capítulos                                |